# Lola Zahn
Helene „Lola“ Zahn (geboren als Helene Golodetz 9. August 1910 in Hamburg; gestorben 17. Februar 1998 in Berlin) war eine deutsche Juristin und Wirtschaftswissenschaftlerin, die sich vor allem mit sozialistischen Wirtschaftstheorien beschäftigte. Zahn, seit ihrer Schulzeit Kommunistin, hatte ein bewegtes Leben: 1933 flüchtete sie vor den Nationalsozialisten nach Frankreich, 1940 weiter in die USA. Nach ihrer Rückkehr in die Deutsche Demokratische Republik nach 1945 arbeitete sie als Professorin an der Universität Rostock und der Humboldt-Universität zu Berlin. Nach Streitigkeiten mit dem SED-Regime wurde ihr Arbeitsverhältnis aber 1957 aufgelöst.

## Leben
Lola Zahn wurde am 9. August 1910 in Hamburg als Helene Golodetz geboren. Sie stammte aus einer jüdischen Familie, die aus dem zaristischen Russland nach Deutschland eingewandert und daher staatenlos war, ihr Vater Lazar Golodetz war Chemiker und Unternehmer. Sie besuchte die linksliberale Lichtwarkschule in Hamburg. Schon in ihrer Schulzeit engagierte sie sich in der kommunistischen Jugendbewegung. Zahn studierte von 1929 bis 1932 in Hamburg, Freiburg und Heidelberg Rechtswissenschaften. 1932 wurde sie aufgrund ihrer Staatenlosigkeit nicht zum Referendarsexamen zugelassen; ein Gesuch um Einbürgerung wurde wegen ihrer politischen Einstellung abschlägig beschieden. 1933 emigrierte sie nach der Machtübernahme durch die Nationalsozialisten nach Frankreich, um sowohl der antisemitischen als auch der antikommunistischen Hetze und Verfolgung zu entgehen.
Auch im Exil war sie weiterhin für die KPD aktiv; hier agierte sie in einem Kreis um die Schriftstellerin Anna Seghers und den Journalisten Egon Erwin Kisch. Ihr Engagement brachte ihr aber auch hier Probleme. Der Ausweisung entging sie nur durch den Einsatz eines befreundeten Professors: Célestin Bouglé engagierte sich beim Innenministerium für die junge Studentin und machte sie zu seiner Doktorandin. Trotzdem wurde sie für kurze Zeit im Pariser Frauengefängnis Petite Rocquette inhaftiert. Sie konnte aber ihr Studium an der Sorbonne in Paris fortsetzen, wo sie 1937 unter Betreuung von Maurice Halbwachs mit einer vergleichenden Untersuchung über die Planwirtschaft in der Sowjetunion und den New Deal in den USA promovierte. Bouglé verdankte sie auch die Teilnahme an Diskussionen mit Intellektuellen wie Jean-Richard Bloch, Georges Friedmann und Raymond Aron, die Bouglé regelmäßig in kleiner Runde um sich versammelte. Nach Abschluss ihrer Promotion erhielt Lola Zahn in den Jahren 1937 und 1938 zwei Forschungsstipendien aus dem Fonds des Universitätsrates für Sozialforschung, die ihr ermöglichten, am Institut für Statistik in Paris weiter zu studieren.
Nach dem deutschen Überfall auf Polen 1939 wurde Zahns Ehemann Alfred in Südfrankreich interniert; Zahn blieb mit dem gemeinsamen Sohn zunächst allein in Paris zurück. Als die Deutschen 1940 auch im Westen angriffen und nach Frankreich vorrückten, floh Zahn im Juni 1940 mit dem Fahrrad nach Südfrankreich. Von dort aus gelang es ihr 1941, unterstützt unter anderen von Heinrich Mann, gemeinsam mit ihrem Mann in die Vereinigten Staaten zu entkommen. In New York bewegte sie sich in einem engagierten Kreis um den kommunistischen Journalisten Gerhart Eisler. Zahn arbeitete von 1942 bis 1946 als Redakteurin der von Eisler herausgegebenen Zeitschrift The German American, zu der auch etwa die Schriftstellerin Grete Weiskopf beitrug. Anschließend war sie als Statistikerin im Sozialdienst der Psychiatrischen Abteilung am Bellevue Hospital in New York tätig.
Im Dezember 1946 konnte Zahn schließlich nach Deutschland remigrieren. Sie kam in die Sowjetische Besatzungszone, wo sie zunächst an der Universität Rostock als Professorin mit einem Lehrauftrag für Wirtschaftsplanung Vorlesungen über politische Ökonomie hielt. Nach einem SED-Schulungslehrgang hatte sie seit 1949 einen Lehrauftrag an der Juristischen Fakultät der Humboldt-Universität zu Berlin inne, wo sie nun auch die Gelegenheit bekam, sich zu habilitieren. 1951 wurde sie schließlich auf eine Professur für politische Ökonomie an der Humboldt-Universität berufen. 1952 wurde sie Prodekanin an der Juristischen Fakultät der Humboldt-Universität, 1955 mit einem vollen Lehrauftrag für Politische Ökonomie ausgestattet.
Nachdem der Parteichef der Kommunistischen Partei der Sowjetunion (KPdSU), Nikita Chruschtschow, 1956 auf dem XX. Parteitag der KPdSU die Verbrechen des Stalinismus verurteilt und damit versucht hatte, eine sozialistische Reformpolitik einzuleiten, geriet Lola Zahn in der DDR erneut in Bedrängnis. Im Gefolge des Parteitages entwickelte sich in Ostdeutschland eine Diskussion über verschiedene Maßnahmen des SED-Regimes, an der sich auch Zahn beteiligte. Ihr ging es dabei vor allem um die Freiheit von Lehre und Forschung, in die die SED immer wieder eingegriffen hatte. Die Führung der DDR war jedoch weder zu Gesprächen noch zu Reformen bereit und bemühte sich, die Diskussionen möglichst schnell abzuschalten.
In diesem Zusammenhang geriet auch Lola Zahn in die Kritik. Der SED-Bildungsfunktionär Kurt Hager bezichtigte sie 1957 des „Versöhnlertums“, woraufhin sie – angeblich wegen „mangelhafter Informationen“ in ihren Vorlesungen – gerügt wurde. Kurz darauf stellte sie einen Antrag auf Ablösung von ihrer Funktion als Abteilungsleiterin, angeblich aus „gesundheitlichen Gründen“ und „im gegenseitigen Einverständnis“ mit der Universitätsführung. Dem Antrag wurde stattgegeben. Schon kurze Zeit später wurde Zahns Arbeitsverhältnis mit der Universität gelöst, ihr Professorengehalt auf die Hälfte gekürzt.
Eine neue Stelle an einer Universität blieb Zahn von da an verwehrt. Ein Jahr blieb sie Hausfrau und war dann kurzzeitig Mitarbeiterin des Finanzministeriums. 1961 wurde sie zumindest am Institut für Wirtschaftswissenschaften der Akademie der Wissenschaften zu Berlin angestellt, wo sie ihre wissenschaftliche Tätigkeit fortsetzen konnte. 1970 wurde sie gar mit dem Vaterländischen Verdienstorden in Bronze geehrt. 1971 wurde sie schließlich emeritiert. Noch bis zu ihrem Tod 1998 beteiligte sie sich an öffentlichen Diskussionen, veröffentlichte Arbeiten über den utopischen Frühsozialismus und gab Werke der frühsozialistischen Theoretiker Henri de Saint-Simon, Charles Fourier und Robert Owen heraus.
Lola Zahn wurde mit ihrem Mann auf dem Zentralfriedhof Friedrichsfelde beigesetzt.

## Schriften
Als Autorin:
- L’Economie planifiée en URSS et l’Economie dirigée aux États-Unis. Étude comparative. Paris 1937 (Dissertation).
- Utopischer Sozialismus und Ökonomiekritik. Eine ökonomiegeschichtliche Untersuchung zu den theoretischen Quellen des Marxismus. Akademie-Verlag, Berlin 1984.

Als Herausgeberin und Übersetzerin:
- Claude-Henri de Saint-Simon: Ausgewählte Schriften. Berlin 1977.
- Charles Fourier: Ökonomisch-philosophische Schriften: Eine Textauswahl. Übersetzt und mit einer Einleitung herausgegeben von Lola Zahn. Akademie-Verlag, Berlin 1980.
- Robert Owen: Eine neue Auffassung von der Gesellschaft: Ausgewählte Texte. Herausgegeben und eingeleitet von Lola Zahn. Übersetzt von Regine Thiele und Lola Zahn. Akademie-Verlag, Berlin 1989.